# Kołodnica
Kołodnica (ukr. Колодниця) – wieś na Ukrainie w rejonie kowelskim obwodu wołyńskiego.